# Jack Mowat
Johan Mowat (Rutherglen, 1906. április 1. – 1995. március 12.)  skót nemzetközi labdarúgó-játékvezető.

## Pályafutása

### Nemzeti játékvezetés
1946-ban lett az I. Liga játékvezetője. A nemzeti játékvezetéstől 1960-ban vonult vissza.

#### Nemzeti kupamérkőzések
Vezetett kupadöntők száma: 7.

##### Skót labdarúgókupa
| Időpont           | Helyszín              | Mérkőzés típusa   | Mérkőzés                       | Eredmény | Nézők száma |
| ----------------- | --------------------- | ----------------- | ------------------------------ | -------- | ----------- |
| 1951. április 21. | Hampden Park, Glasgow | döntő             | Celtic FC–Motherwell FC        | 1 – 0    | 131 943     |
| 1952 április 19.  | Hampden Park, Glasgow | döntő             | Motherwell FC–Dundee United FC | 4 – 0    | 136 274     |
| 1953. április 25. | Hampden Park, Glasgow | döntő             | Rangers FC–Aberdeen FC         | 1 – 1    | 129 761     |
| 1953. április 29. | Hampden Park, Glasgow | megismételt döntő | Rangers FC–Aberdeen FC         | 1 – 0    | 113 700     |
| 1957 április 20.  | Hampden Park, Glasgow | döntő             | Falkirk FC–Kilmarnock FC       | 1 – 1    | 81 375      |
| 1957. április 24. | Hampden Park, Glasgow | megismételt döntő | Falkirk FC–Kilmarnock FC       | 2 – 1    | 79 960      |
| 1958. április 20. | Hampden Park, Glasgow | döntő             | Clyde FC–Hibernian FC          | 1 – 0    | 95 123      |

### Nemzetközi játékvezetés
A Skót labdarúgó-szövetség Játékvezető Bizottsága (JB) terjesztette fel nemzetközi játékvezetőnek, a Nemzetközi Labdarúgó-szövetség (FIFA) 1949-től tartotta nyilván bírói keretében. A FIFA JB központi nyelvei közül a angolt beszéli. Több nemzetek közötti válogatott és klubmérkőzést vezetett, vagy működő társának partbíróként segített. A skót nemzetközi játékvezetők rangsorában, a világbajnokság-Európa-bajnokság sorrendjében többedmagával a 14. helyet foglalja el 4 találkozó szolgálatával. Az aktív nemzetközi játékvezetéstől 1960-ban búcsúzott. Válogatott mérkőzéseinek száma: 11.

#### Labdarúgó-világbajnokság
A világbajnoki döntőhöz vezető úton Brazíliába a IV., az 1950-es labdarúgó-világbajnokságra, Svájcba az V., az 1954-es labdarúgó-világbajnokságra és Svédországba a VI., az 1958-as labdarúgó-világbajnokságra a FIFA JB bíróként alkalmazta. A FIFA JB elvárása szerint, ha nem vezetett, akkor működő társának segített partbíróként. Kettő csoportmérkőzésen tevékenykedett partbíróként. 1958-ban a svéd-magyar mérkőzés után etikátlanság miatt a FIFA JB jelen lévő vezetői hazaküldték. Világbajnokságon vezetett mérkőzéseinek száma:  1 + 2 (partbíró).

##### 1950-es labdarúgó-világbajnokság

###### Selejtező mérkőzés
| Időpont           | Helyszín                    | Mérkőzés típusa           | Mérkőzés                 | Eredmény | Nézők száma |
| ----------------- | --------------------------- | ------------------------- | ------------------------ | -------- | ----------- |
| 1949. október 15. | Ninian Par Stadion, Cardiff | előselejtező (1. csoport) | Wales–Anglia             | 1 – 4    | 60 000      |
| 1950. április 9.  | Nemzeti Stadion, Lisszabon  | előselejtező (6. csoport) | Portugália–Spanyolország | 2 – 2    | 30 000      |

##### 1954-es labdarúgó-világbajnokság

###### Selejtező mérkőzés
| Időpont         | Helyszín                   | Mérkőzés típusa           | Mérkőzés           | Eredmény | Nézők száma |
| --------------- | -------------------------- | ------------------------- | ------------------ | -------- | ----------- |
| 1953. május 28. | Rasunda Stadion, Stockholm | előselejtező (2. csoport) | Svédország–Belgium | 2 – 3    | 34 029      |

##### 1958-as labdarúgó-világbajnokság

###### Világbajnoki mérkőzés
| Időpont           | Helyszín                | Mérkőzés típusa        | Mérkőzés                | Eredmény | Nézők száma |
| ----------------- | ----------------------- | ---------------------- | ----------------------- | -------- | ----------- |
| 1967. október 28. | Raasunda Stadion, Solna | selejtező (C. csoport) | Svédország–Magyarország | 2 – 1    | 39 000      |

#### Brit Bajnokság
1882-ben az Egyesült Királyság brit tagállamainak négy szövetség úgy döntött, hogy létrehoznak egy évente megrendezésre kerülő bajnokságot egymás között. Az utolsó bajnoki idényt 1983-ban tartották. 
| Időpont            | Helyszín                       | Mérkőzés típusa | Mérkőzés     | Eredmény |
| ------------------ | ------------------------------ | --------------- | ------------ | -------- |
| 1948. november 10. | Villa Park Stadion, Birmingham | csoportkör      | Anglia–Wales | 1 – 0    |
| 1950. november 15. | Roker Park Stadion, Sunderland | csoportkör      | Anglia–Wales | 4 – 2    |

#### Nemzetközi kupamérkőzések
Vezetett kupadöntők száma: 1.

##### Bajnokcsapatok Európa-kupája
Az 5. játékvezető – az első skót – aki BEK döntőt vezetett.
| Időpont         | Helyszín                      | Mérkőzés típusa | Mérkőzés                           | Eredmény | Nézők száma |
| --------------- | ----------------------------- | --------------- | ---------------------------------- | -------- | ----------- |
| 1960. május 18. | Hampden Park Stadion, Glasgow | döntő           | Real Madrid CF–Eintracht Frankfurt | 7 – 3    | 135 000     |

## Szakmai sikerek
1974-ben a nemzetközi játékvezetés hírnevének erősítése, hazájában 10 éve a legmagasabb Ligában (osztályban) folyamatosan tevékenykedő, eredményes pályafutása elismeréseként, a FIFA JB felterjesztésére az 1965-ben alapított International Referee Special Award címmel és oklevéllel tüntette ki.